# Tomorrow Comes Today EP
Cet article concerne le maxi. Pour le single, voir Tomorrow Comes Today.
Albums de Gorillaz
Gorillaz
(2001)
Tomorrow Come Today est un EP de 4 titres du groupe Gorillaz, sorti en 2000. C'est la 1re sortie du groupe, avant leur premier album studio l'année suivante, l'éponyme Gorillaz.

## Liste des titres
1. Tomorrow Comes Today – 3:12
2. Rock the House – 4:09
3. Latin Simone – 3:36
4. 12D3 – 3:12

### Bonus (uniquement sur CD)
- Tomorrow Comes Today (vidéo)
- Biographie
- Lien vers le site Internet